# F. Gilman Spencer
F. Gilman Spencer (8 de diciembre de 1925 - 24 de junio de 2011) fue un editor de periódico americano.
Fue editor del The Trentonian, Philadelphia Daily News desde 1975 hasta 1984, New York Daily News desde 1984 hasta 1989, y The Denver Post, desde 1989 hasta 1993.
Vivía en Manhattan con su esposa, Isabel.